# Pardosa lawrencei
Pardosa lawrencei este o specie de păianjeni din genul Pardosa, familia Lycosidae, descrisă de Roewer, 1959.
Este endemică în Tanzania. Conform Catalogue of Life specia Pardosa lawrencei nu are subspecii cunoscute.